# Lappo-operan

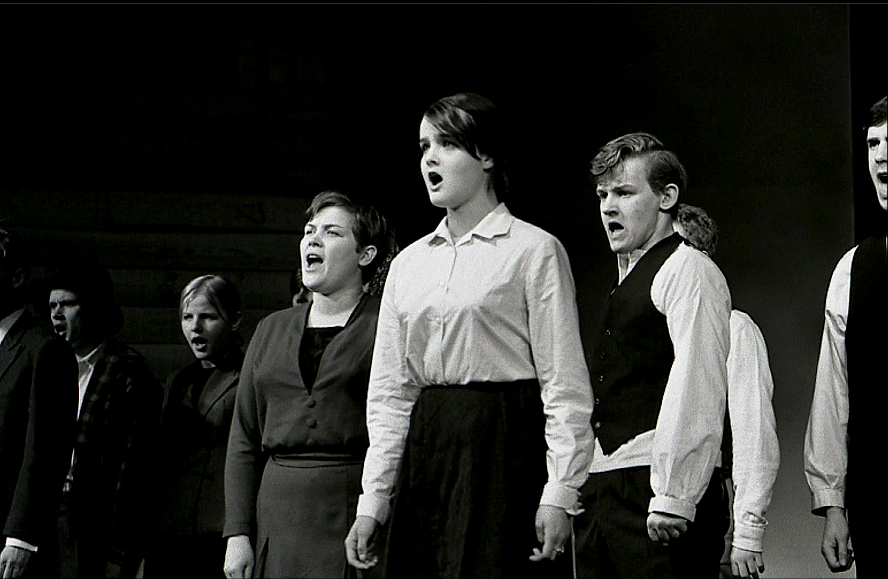
Lappo-operan på Gamla studenthuset 1966.

Lappo-operan (finska: Lapualaisooppera) är en finländsk historisk kavalkad från 1966 av Arvo Salo. Den kännetecknas av en svidande kritik av det borgerliga samhället samt gisslar Lapporörelsens terror och politiska övergrepp mot arbetarklassen och dess politiska företrädare.
Lappo-operan består av 34 sånger (bland annat valser och tangomelodier) till ackompanjemang av piano, trummor och kontrabas av Kaj Chydenius. Musiken följer en protestsångtradition fjärran från konventionell opera. Lappo-operan hade premiär på Gamla studenthuset i Helsingfors den 21 mars 1966 i regi av Kalle Holmberg. Bland skådespelarna märktes bland andra Kaisa Korhonen, Vesa-Matti Loiri och Lars Svedberg, medan bland andra  Kristiina Halkola och Arja Saijonmaa sjöng i kören. 
Lappo-operan framfördes på flera scener under återstoden av 1960-talet (bland annat på Svenska Teatern 1967 i Kaisa Korhonens regi, gästspel på Dramaten i Stockholm 1968) och visades 2001 av amatörer i Lappo. Stycket inspirerade regissören Mikko Niskanen att göra den halvdokumentära filmen Lappobruden (Lapualaismorsian, 1967) med Kristiina Halkola i huvudrollen.